# E・L・ジェイムズ
エリカ・レナード（英: Erika Leonard、旧姓Mitchell、1963年3月7日 -）、ペンネーム：E・L・ジェイムズ（E. L. James）は、イギリスの作家。

## 人物
彼女は、ベストセラーの官能小説三部作『フィフティ・シェイズ・オブ・グレイ』、『フィフティ・シェイズ・ダーカー』、『フィフティ・シェイズ・フリード』で知られている。
これらの作品はステファニー・メイヤーの著書『トワイライト』シリーズのファンフィクションとしてインターネット上で発表されたもので、2011年に書籍化された。
『フィフティ・シェイズ・オブ・グレイ』は、全世界で1億2500万部以上、アメリカでは3500万部以上販売されており、イギリスではペーパーバックとして史上最速のベストセラー小説となった。
2012年、アメリカのタイム誌によって「世界で最も影響力のある100人」の1人に選ばれた。2015年には小説が映画化された。
2019年、『フィフティ・シェイズ』シリーズではない初めての著書となる『The Mister』が出版された。

## 作品リスト
- フィフティ・シェイズ・オブ・グレイ (2011)
- フィフティ・シェイズ・ダーカー (2012)
- フィフティ・シェイズ・フリード (2012)
- Grey: Fifty Shades of Grey as Told by Christian (2015)
- Darker: Fifty Shades Darker as Told by Christian (2017)
- The Mister (2019)